# Südamerikanische Felsenratte
Die Südamerikanische oder Chilenische Felsenratte (Aconaemys fuscus) ist ein im westlichen Südamerika verbreitetes Nagetier in der Familie der Trugratten. In der Erstbeschreibung legte George Robert Waterhouse dar, dass er die Art anhand eines Exemplars aus Chile einführt. Er legte jedoch keinen Holotyp fest. Später schrieb Waterhouse, dass die untersuchten Tiere aus einem Tal beim Vulkan Peteroa stammten, was den Fundort auf die argentinische Seite der Grenze verlegt. Oldfield Thomas legte 1917 einen Neotypus fest.

## Merkmale
Die Art ähnelt im Körperbau und in der Größe den Kammratten (Ctenomyidae). Sie ist ohne Schwanz 135 bis 187 mm lang, der Schwanz ist mit 58 bis 80 mm Länge kurz und das Gewicht liegt bei 100 bis 143 g. Es sind 29 bis 35 mm lange Hinterfüße und 17 bis 22 mm lange Ohren vorhanden. Aufgrund einfacherer Krallen an den Vorderpfoten und nur ansatzweise vorhandenen bürstenartigen Haaren an den Hinterfüßen ist das Vermögen zum Graben geringer entwickelt. Auf dem Rücken und an den Flanken ist dunkelbraunes Fell vorhanden und die Unterseite ist rotbraun, hellbraun oder weißlich.

## Verbreitung
Die Südamerikanische Felsenratte ist ein Bewohner der Anden im zentralen Chile und in angrenzenden Regionen Argentiniens. Sie kommt bis auf etwa 4000 Meter Höhe vor. Die Individuen leben in offenen Bergwäldern, auf Bergwiesen und in felsigen Regionen mit verstreuter Vegetation. Typische Bäume des Gebietes zählen zu den Scheinbuchen und Araukarien. Die Wälder haben gelegentlich einen Unterwuchs aus Bambus. Das Verbreitungsgebiet erstreckte sich in historischer Zeit weiter nach Norden. Der Grund für diesen Rückzug ist nicht bekannt.

## Lebensweise
Dieses Nagetier gräbt komplexe unterirdische Baue, die nicht sehr tief reichen. Der Bau hat viele Eingänge und kann ohne Beobachtung der zugehörigen Bewohner nicht vom Bau des Coruro (Spalacopus cyanus) oder der Kammratten unterschieden werden. Manchmal wird das Versteck mit der Langhaar-Andenfeldmaus (Abrothrix longipilis) oder der Langkrallen-Maulwurfsmaus (Geoxus valdivianus) geteilt. Im Bau lebt eine Gruppe mit bis zu sieben Mitgliedern. Die meist nachtaktive Südamerikanische Felsenratte geht ab und zu am Tage auf Nahrungssuche und sie hält auch bei einer Schneedecke keinen Winterschlaf. Soweit bekannt besteht die Nahrung aus Pflanzensamen, Wurzeln von Araukarien und anderen Gewächsen. Die an den Ausgängen aufgeworfenen Haufen sind bis zu 50 cm hoch mit einem Durchmesser bis 200 cm. Trächtige Weibchen und Jungtiere sind aus dem Frühling zwischen Oktober und November bekannt. Ein Weibchen war mit fünf Embryos trächtig.

## Gefährdung
In verschiedenen Tälern können sich intensive Weidewirtschaft und die eingeführte Monterey-Kiefer (Pinus radiata) negativ auswirken. In geeigneten Habitaten tritt die Art häufig auf. Die IUCN listet die Südamerikanische Felsenratte als nicht gefährdet (least concern).